# Schitul Pahomie
Schitul Pahomie este o mănăstire ortodoxă din România situată în comuna Bărbătești, județul Vâlcea. Biserica schitului este înscrisă în Lista monumentelor istorice având cod LMI VL-II-m-B-09716.
Din pisania actuală a schitului rezultă că întemeietori sunt Pahomie monahul și Sava Haiducul, în anul 1520, justificându-se numele de Schitul Pahomie de la Izvorul Frumos.